# Friedrich Schwindl
Friedrich Schwindl (Amsterdam, 3 maggio 1737 – Karlsruhe, 7 agosto 1786) è stato un compositore olandese.

## Vita
Attivo come violinista, flautista, pianista, insegnante e compositore, Schwindl conobbe nel 1763 il giovane  Mozart a Bruxelles. Fu inoltre primo violino del margravio di Wied-Runkel, alla corte di Colloredo e nel 1770 alla corte di Guglielmo V di Orange-Nassau a L'Aia. Nel 1776 si stabilì a Ginevra, dove fondò una scuola di musica e quattro anni dopo si trasferì a Karlsruhe, lavorando per il resto della sua vita come primo violino dell'orchestra di corte di Baden, per la quale scrisse due singspiel.
All'epoca le sue opere erano molto in voga e furono edite da Johann Nepomuk Hummel ad Amsterdam. Scrisse inoltre Sinfonie nello stile della Scuola di Mannheim, musica da camera, duetti vocali, trii, oratori e diverse opere corali. I singspiel "Die drei Pächter" (I tre mezzadri, 1778) e "Das Liebesgrab" (La tomba dell'amore, 1779) sono stati entrambi eseguiti a Mühlhausen.

## Opere

### Trii
- 24 minuetti per 2 violini e violoncello
- 6 sonate per 2 flauti o due violini e basso[1]

### Quartetti
- 6 quartetti per archi op.7
- 6 quintetti per 2 flauti, 2 violini e clavicembalo

### Concerti
- Concerto per flauto in re maggiore

### Sinfonie
- Symphonie périodique

### Singspiel
- Die drei Pächter (1778)
- Das Liebesgrab (1779)